# 비오그라드나모루

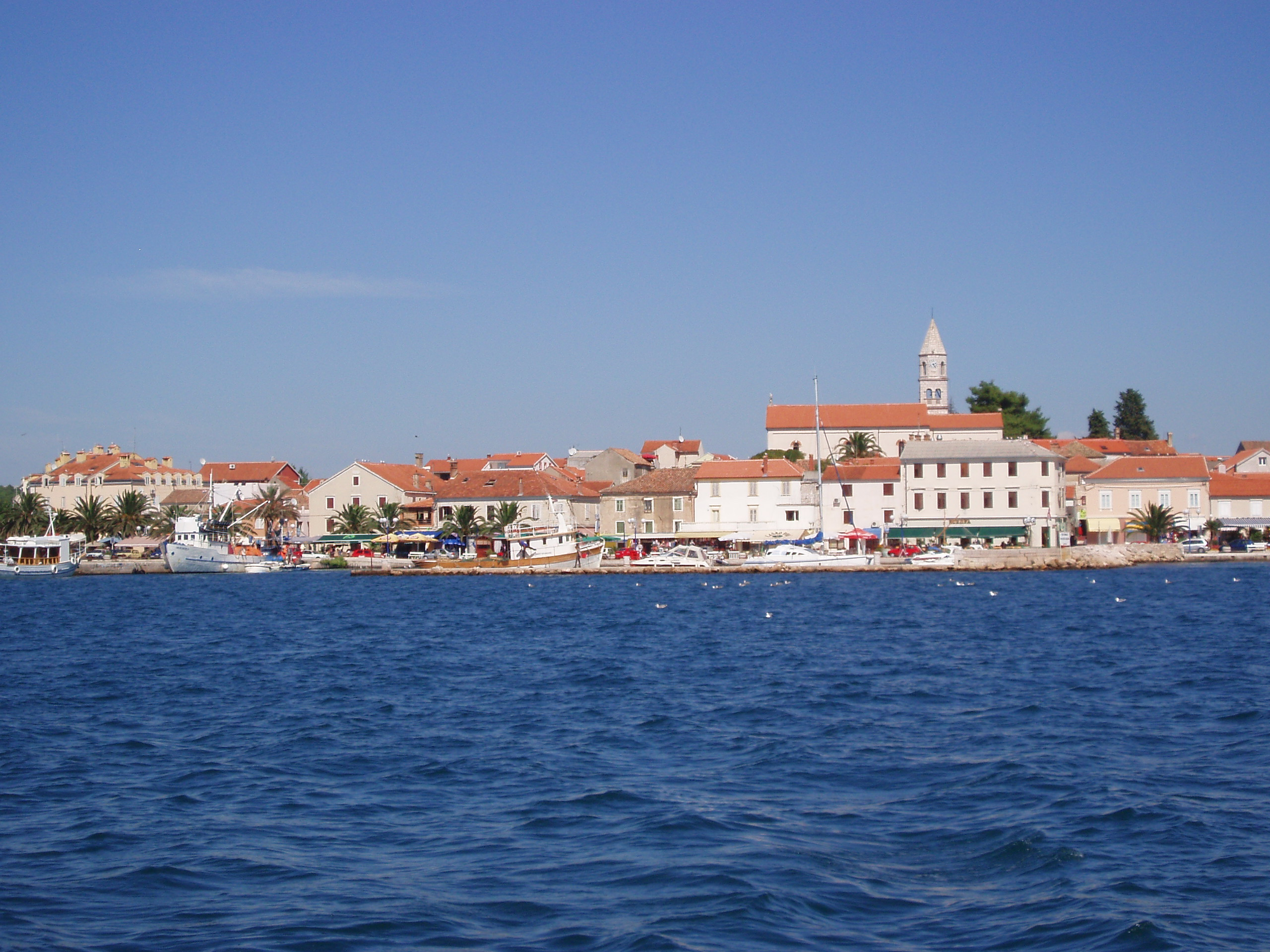
비오그라드나모루

비오그라드나모루(크로아티아어: Biograd na Moru)는 크로아티아 자다르주에 위치한 도시로 면적은 35.5km2, 인구는 5,569명(2011년 기준)이다. 도시 이름은 크로아티아어로 "바다 위에 있는 하얀 도시"를 뜻한다. 아드리아해 연안과 접한 휴양 도시이며 자다르주의 주도인 자다르에서 남쪽으로 28km 정도 떨어진 곳에 위치한다.
10세기 중반에 작성된 문헌에서 크로아티아인들이 설립했다는 기록이 전한다. 중세 크로아티아 왕국의 수도였던 곳이며 1102년에는 헝가리의 칼만 국왕이 이 곳에서 크로아티아의 국왕으로 즉위했다. 1202년에는 제4차 십자군이 자다르를 점령하면서 수많은 자다르 시민들이 이 곳으로 피신했다. 1409년부터 1797년까지 베네치아 공화국의 지배를 받았다.